# Iglesia de Meteji
La Iglesia de la Dormición de la Virgen de Meteji (en georgiano: მეტეხის ღვთისმშობლის შობის ტაძარი, metexis ḡvt'ismšoblis šobis tajari ) es una iglesia ortodoxa georgiana ubicada en la orilla derecha del río Kurá, frente al casco antiguo de Tiflis.

## Historia
La iglesia se encuentra en el lugar donde Tbilisi, según informes, fue fundada por Vajtang I Gorgasali, y se remonta al año 455. Destruida en 1235 durante la invasión de los mongoles, fue reconstruida en 1289, bajo el reinado de Demetrio II. Fue parte de la fortaleza real, cuyas fortificaciones fueron destruidas en 1937.
En la época soviética la iglesia fue utilizada como teatro, pero fue devuelta al culto en 1988.
La iglesia de tipo cruz inscrita ocupa un área de 20 × 16 metros y ha conservado su aspecto original. Alberga la tumba de Santa Shushanik, hija de Vardán II Mamiconio.